# Three Star Club
Three Star Club – nepalski klub piłkarski z siedzibą w mieście Patan. Drużyna swoje mecze rozgrywa na stadionie Dasarath Rangasala. 

## Sukcesy
- Mistrzostwo Nepalu: 3 razy

1997, 1998, 2004